# Luis Herrera Campíns
Luis Antonio Herrera Campíns (Acarigua, 4 de mayo de 1925 - Caracas, 9 de noviembre de 2007) fue un abogado, periodista y político venezolano. Fue senador, presidente de Venezuela entre 1979 y 1984 y posteriormente senador vitalicio.
Fue llamado el «Presidente Cultural» debido a sus importantes aportes a la cultura venezolana. Durante su gobierno ocurrió la devaluación del bolívar conocida como el Viernes Negro en febrero de 1983, lo que dio inicio a una crisis del modelo económico venezolano.

## Biografía

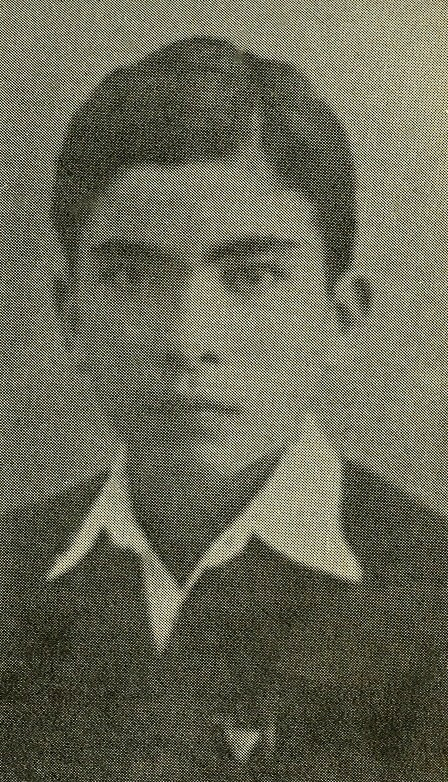
Luis Herrera Campíns en 1940.

### Formación académica
Luis Herrera Campíns nació en Acarigua, estado Portuguesa, el 4 de mayo de 1925. Comenzó sus estudios en su tierra natal, terminando el bachillerato en el colegio La Salle de Barquisimeto. En esa época, con 15 años, empezó a involucrarse en la política y el periodismo, trabajando en los diarios El Impulso, Surcos, y la revista semanal de la Unión Nacional de Estudiantes (UNE). Posteriormente cursó estudios de Derecho en la Universidad Central de Venezuela, mientras se convertía en uno de los dirigentes juveniles más destacados del partido socialcristiano COPEI.
Contrajo matrimonio con su prima Betty Urdaneta Campíns con quien tuvo cinco hijos: Luis Fernando, María Luisa, José Gregorio, Juan Luis y María Beatriz. 

### Arresto y exilio
Tras unirse a la huelga universitaria de 1952 en contra de la dictadura del general Marcos Pérez Jiménez, fue encarcelado durante 4 meses en la Cárcel Modelo y luego expulsado del país, exiliándose en Madrid, donde fundó el periódico Tiela (Triángulo Informativo Europa-Las Américas) junto a otros dirigentes copeyanos, y graduándose como abogado en la Universidad de Santiago de Compostela.

### Regreso a Venezuela
Retornó a Venezuela en 1958 tras el derrocamiento de Pérez Jiménez, convirtiéndose rápidamente en uno de los dirigentes más importantes de COPEI y uno de los principales negociadores de su partido en los acuerdos interpartidistas.

## Carrera política

### Senador por el estado Lara
Fue electo diputado al Congreso Nacional por el estado Lara por cuatro períodos consecutivos (1959-1974), y posteriormente asume la jefatura de la fracción parlamentaria socialcristiana en el Congreso durante el lapso 1962-1969.
En 1969 fue electo secretario general de la Organización Demócrata-Cristiana en América Latina (ODCAL) y desempeña una amplia labor periodística en diversos diarios de Caracas y el interior. A pesar de representar una importante corriente política dentro del partido COPEI, no logra imponerse en la Convención Nacional Extraordinaria de dicho partido celebrada en el teatro Radio City de Caracas en marzo de 1972, cuya votación favoreció por un estrecho margen a la candidatura de Lorenzo Fernández para los comicios presidenciales de 1973 (en los cuales resulta vencedor Carlos Andrés Pérez por Acción Democrática).
Luis Herrera Campíns realizó 263 intervenciones parlamentarias durante su carrera en el Congreso.

### Presidencia (1979-1984)
Bajo la consigna «Luis Herrera arregla esto» resulta vencedor en las elecciones presidenciales del 3 de diciembre de 1978. Fue la frase con la que Herrera Campins alertó al país sobre el estado deplorable de la economía después del gobierno anterior de Carlos Andrés Pérez.

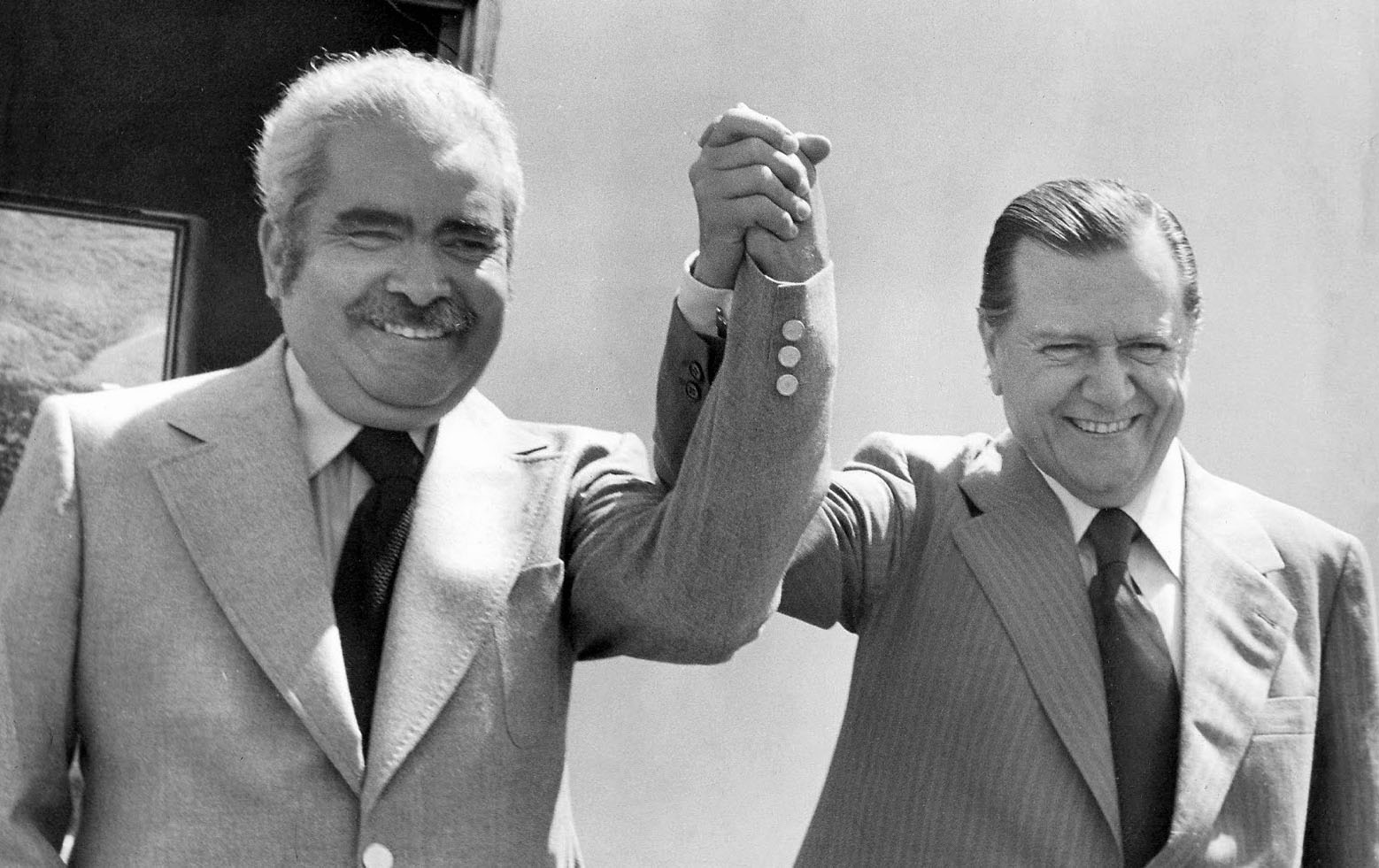
Herrera Campíns y Rafael Caldera durante la campaña para las elecciones presidenciales de 1978.

«Me ha tocado recibir una economía desajustada y con grandes desequilibrios estructurales y presiones inflacionarias especulativas, que han erosionado altamente la capacidad adquisitiva de las clases medias y de los innumerables núcleos marginales del país. Recibo una Venezuela hipotecada». Fue el centro del mensaje inaugural de Herrera Campíns ante el Congreso, 12 de marzo de 1979; no obstante, la fuerte alza del precio del petróleo debido a la Revolución iraní sumado al nulo apoyo de la oposición, de sus propios partidarios, de empresarios y consumidores lo hizo retomar la línea de acción de sus predecesores ahondando los problemas estructurales de la economía y multiplicando la deuda pública que era precisamente su objetivo de gobierno, eso vino a ser evidente cuando el precio del crudo volvió a los niveles anteriores a la crisis en Irán.

#### Política en infraestructura
- En 1979 aprobó la ejecución del «Plan Ferrocarrilero Nacional» [9]que consistía en una línea de ferrocarril directo entre Maracaibo y Ciudad Guayana, pasando por Valencia, Caracas (Cúa), Barcelona y Ciudad Bolívar. Durante su mandato comenzó el único tramo de este Plan que ha sido completado: el Caracas-Cúa.

- Durante su periodo presidencial se completaron importantes obras de infraestructura, por ejemplo: el complejo Parque Central, el teatro Teresa Carreño, la primera fase de línea 1 del Metro de Caracas, el Estadio Brígido Iriarte, el Parque Naciones Unidas en la cual quedaron inaugurados en Caracas los IX Juegos Panamericanos de 1983, el inicio de la Autopista a Oriente, el impulso del agro, el monumento a la Virgen de la Paz, el Santuario de la Virgen de Coromoto, entre otras.[10]

#### Política educativa
- Impulsó la reforma del Código Civil y de la Ley de Educación.

- Creó el Ministerio de Estado para el Desarrollo de la Inteligencia a cargo de Luis Alberto Machado.[11]

#### Política en medios de comunicación
- Autorizó las emisiones de televisión a color en el país.

- Suprimió toda publicidad audiovisual por radio y televisión dirigida a promover el consumo de cigarrillos y bebidas alcohólicas, medida que redujo a largo plazo la incidencia de tabaquismo -y en parte de alcoholismo- en la población venezolana (especialmente de bajos ingresos).[12][5]

#### Política en alimentación
- Autorizó el suministro del Lactovisoy, fórmula alimenticia complementaria para niños, especialmente en edad escolar, que contiene proteína de soya, leche, harina de arroz precocida, vitaminas y minerales. La fórmula fue creada por Werner Jaffe. Es más barata que la leche y contiene ingredientes que no están en ella. Registrada por el Instituto Nacional de Nutrición, es fácil de transportar y de envasar porque es un producto en polvo.[12]

Reunión de jefes de Estado en la cumbre «Norte-Sur» de Cancún, México, octubre 1981

#### Política económica
Para el inicio del gobierno de Herrera Campins, Venezuela contaba con importantes ingresos provenientes del petróleo, sin embargo, continuó el incremento de la deuda externa, un fenómeno heredado del gobierno anterior de Carlos Andrés Pérez.
Herrera Campins aplicó una política de liberación de precios (con la excepción de los artículos de primera necesidad) y enfriamiento de la economía lo cual redujo la circulación del efectivo, las tasas de interés se ajustaron y se estimuló el crédito para los proyectos de interés social, especialmente viviendas.
Los precios del petróleo llegan entre 1980 y 1981 a niveles nunca antes vistos, pasaron en ocasiones de los 30 dólares por barril, debido a la Guerra Irak-Irán y la política de bloqueo que realizaron los países árabes contra los Estados Unidos y otros países occidentales.
Durante su gobierno, los ingresos por concepto de venta de hidrocarburos se triplicaron, pero ello no impidió que el Estado contrajera importantes deudas con instituciones financieras extranjeras, hasta el punto de que la deuda pública ascendió a 25 millardos de dólares para 1983.
Las presiones para el pago de la deuda externa produjeron la devaluación de la moneda nacional, el bolívar. Desde el «Viernes Negro» en febrero de 1983, hasta fines del gobierno del presidente Herrera Campíns, la devaluación del bolívar (Bs. 4,30 por dólar) osciló entre Bs. 12 y Bs. 15 por dólar en el mercado libre.

### Política exterior
Durante el conflicto de Las Malvinas mantuvo una posición firme contra la intervención inglesa y para lograr al menos que otros países europeos no se pusieran en contra de Venezuela giró instrucciones a sus embajadores en Francia y Alemania para que declararan que Venezuela estaba reconsiderando la compra de equipos militares por cuatro mil millones de dólares.

## Senador vitalicio y últimos años de vida
Después de entregar la presidencia de Venezuela, Herrera Campíns fue senador vitalicio hasta 1999. Posteriormente se alejó de la vida política y murió el 9 de noviembre de 2007 a los 82 años, como consecuencia de una sumatoria de padecimientos, entre ellos fallas renales, diabetes y alzheimer.